# Pasek zadań
Pasek zadań (ang. taskbar) – element interfejsu graficznego, znajdujący się zwykle przy dolnej krawędzi ekranu.
Pasek zadań jest charakterystyczny dla systemów rodziny Windows, od wersji Windows 95. Wzorowane na Windows, paski zadań istnieją także dla innych systemów, np. Linux.
Pasek zadań w systemach Microsoft Windows składa się z trzech części:
- największej, na której w miarę uruchamiania przez użytkownika programów pojawiają się symbolizujące je elementy. Kliknięcie przyciskiem myszy na elementy powoduje przełączanie między aktywnymi oknami aplikacji. Za pomocą kliknięcia w element możliwa jest minimalizacja okna. Pasek zadań zawiera tu także przycisk Start, otwierający Menu Start.
- obszaru powiadomień, zawierającego zasobnik systemowy (ang. system tray), ikony programów uruchomionych w tle i zegar
- dodatkowe paski narzędzi, na przykład szybkiego uruchamiania (wraz z pokazywaniem pulpitu), adres, łącza lub paski dostarczone z oprogramowaniem innych producentów.

Możliwa jest integracja innych programów z paskiem narzędzi np. Windows Media Player (wyświetlenie miniodtwarzacza).
W systemie Windows 7 wraz z wprowadzeniem interfejsu Aero nieznacznie zmienił się sposób i wygląd działania paska zadań.
- W domyślnej konfiguracji są widoczne tylko zgrupowane ikony na pasku zadań (bez opisów).
- Aero Peek – podgląd wybranego otwartego okna.
- Przypinanie programów (wcześniej programy można było umieszczać na pasku szybkiego uruchamiania, który został usunięty).
- Ikona pokazywania pulpitu została przeniesiona w prawy dolny róg ekranu. Dodano możliwość podglądu pulpitu po najechaniu myszą na przycisk bez minimalizacji wszystkich okien.
- Zmiana wyświetlania i zarządzania w obszarze powiadomień[3].